# Erich Neupert
Erich Neupert (* 9. November 1934 in München) ist ein ehemaliger deutscher Fußballspieler und Trainer. Er wurde zweimal geschieden und hat einen Sohn aus erster Ehe.
Erich Neupert begann seine Karriere bei der Eintracht Braunschweig in der Oberliga Nord. 1957 wechselte er dann zum Phönix Lübeck.
Von 1960 bis 1963 spielte Erich Neupert dann beim VfB Stuttgart in der Oberliga Süd und danach bis 1966 bei den Amateuren des VfB Stuttgart. In 19 Oberligaspielen erzielte er für den VfB Stuttgart als Mittelläufer ein Tor.
Erich Neupert beendete seine Spielerkarriere bei SV Germania Bietigheim in der 1. Amateurliga.
Nach seiner aktiven Karriere trainierte Erich Neupert verschiedene Jugendmannschaften wie die A-Jugend der SpVgg 07 Ludwigsburg und die A-Jugend der Germania Bietigheim. Später war er Trainer von Germania Bietigheim 1. Amateurliga und u. a. vom VfR Cannstatt.